# Bảo tồn hang động
Bảo tồn hang động là bảo vệ và phục hồi các hang động để ngăn chặn hoặc giảm thiểu ảnh hưởng của các hoạt động của con người.
Một số hang động có các đặc điểm đặc sắc có thể bị xáo trộn bởi những thay đổi về mức độ ánh sáng, độ ẩm, nhiệt độ hoặc luồng không khí. Các hang động có ánh sáng vẫn còn có xu hướng có tảo phát triển trong hang làm thay đổi diện mạo và hệ sinh thái. Speleothem phát triển là kết quả của nước cả trên bề mặt hang động và độ ẩm của không khí hang động. Những thay đổi này là do số lượng khách truy cập cao, thay đổi luồng không khí trong hang và thay đổi về thủy văn sẽ làm thay đổi sự phát triển của speleothem.
Speleothem có thể có tốc độ tăng trưởng chậm và do đó ngắt hoặc khai thác chúng làm quà lưu niệm hoặc vỡ do di chuyển trong hang sẽ được nhìn thấy trong một thời gian dài, thường xuyên qua nhiều thế hệ tương tác của con người.
Việc sử dụng carbide calci cho đèn đã dẫn đến các muội than và cặn của carbide đã bị loại bỏ. Sử dụng đèn điện tránh được những vấn đề này.

## Bảo tồn hang động theo vùng

### New Zealand
Hiệp hội Speleological New Zealand (NZSS), một tổ chức thám hiểm hang động, thúc đẩy bảo tồn hang động bởi các thành viên của nó. Bộ Bảo tồn (DoC) chịu trách nhiệm về các hang động trên đất liền dưới sự quản lý của nó và đã phát triển một chính sách quản lý cho các hang động và karst. DoC xuất bản một "mã chăm sóc hang động", lần lượt dựa trên một phần của đạo đức đối với hang động của New Zealand.

### Vương quốc Anh
Hiệp hội nghiên cứu hang động Anh quản lý Quỹ khẩn cấp bảo tồn hang động Vương quốc Anh (UKCCEF), một quỹ từ thiện để bảo vệ hang động và các tính năng của hang động. Mục đích là:
- Để hỗ trợ xuất bản các tài liệu nhằm thúc đẩy bảo tồn các hang động và các tính năng trong đó hoặc bảo tồn một địa điểm hoặc một nhóm các hang động cụ thể
- Để hỗ trợ bảo vệ vật lý các tính năng trong một hang động hoặc nhóm hang động cụ thể
- Để hỗ trợ các công trình được thiết kế để duy trì quyền truy cập vào một hang động hoặc một phần của hang động, nhưng không chỉ để hỗ trợ thăm dò
- Để hỗ trợ trong việc mua đất hoặc tài sản nơi mà việc mua lại đó nhằm đảm bảo việc bảo vệ hoặc duy trì quyền truy cập vào một hang động hoặc hang động.[2]

Hiệp hội hang động quốc gia có Bộ luật bảo tồn hang động với các khuyến nghị sau:
- Chăm sóc hang động cẩn thận và trong khả năng của bạn
- Giữ cho các tuyến đường được đánh dấu và không vượt qua băng bảo tồn và rào cản
- Bảo vệ động vật hoang dã hang động và không làm phiền đến dơi
- Đừng làm ô nhiễm hang động, không để lại gì
- Khảo cổ học và các di tích khác không nên bị xáo trộn
- Không can thiệp vào thiết bị khoa học
- Làm gương tốt cho người khác noi theo.
- Tránh chạm hoặc làm hỏng quá trình hình thành
- Không có gì ngoài những bức ảnh
- Tuân thủ mọi yêu cầu truy cập
- Tôn trọng quyền và sự riêng tư của chủ sở hữu đất

### Hoa Kỳ
Hiệp hội Speleological quốc gia tin rằng:
- Hang động có giá trị khoa học, giải trí và danh lam thắng cảnh độc đáo
- Những giá trị này đang bị đe dọa bởi cả sự bất cẩn và phá hoại có chủ ý
- Những giá trị này, một khi đã biến mất, không thể phục hồi
- Trách nhiệm bảo vệ hang động phải được hình thành bởi những người nghiên cứu và thưởng thức chúng.
- Một cụm từ phổ biến về hang động đạo đức: "Không lấy gì ngoài hình ảnh, không để lại gì ngoài dấu chân, không lãng phí gì ngoài thời gian".

Cũng liên quan đến bảo tồn hang động là:
- Hội bảo tồn hang động Butler
- Quỹ nghiên cứu hang động
- Bảo tồn hang động Đông Nam

### Ấn Độ
Tổ chức nghiên cứu và bảo vệ hang động quốc gia được thành lập để bảo vệ các hang động và khám phá các hang động một cách khoa học để chúng ta hiểu rõ hơn về chúng.